# 6113 Tsap
A 6113 Tsap (ideiglenes jelöléssel 1982 SX5) a Naprendszer kisbolygóövében található aszteroida. Ljudmila Ivanovna Csernih fedezte fel 1982. szeptember 16-án.